# اسکس (مریلند)
اسیکس (به انگلیسی: Essex) شهری در ایالت مریلند کشور ایالات متحده آمریکا است که جمعیت آن در سرشماری سال ۲۰۱۰ میلادی، ۳۹٬۲۶۲ نفر بوده‌است.